# Tapilula
Tapilula es una localidad del estado mexicano de Chiapas, cabecera del municipio homónimo. 

## Geografía
La localidad está ubicada en la posición 17°15′1″N 93°1′0″O / 17.25028, -93.01667, a una altitud de 813 m s. n. m.
Según la clasificación climática de Köppen, el clima corresponde al tipo Am - tropical monzónico.

## Toponimia
El nombre Tapilula se interpreta como "el lugar en que se aplica la pena de muerte" a partir de la expresión nahoa referida al ahorcamiento.

## Demografía
Cuenta con 8421 habitantes lo que representa un incremento promedio de 1.3% anual en el período 2010-2020 sobre la base de los 7441 habitantes registrados en el censo anterior. Ocupa una superficie de 2.034 km², lo que determina al año 2020 una densidad de 4139 hab/km².
| Gráfica de evolución demográfica de Tapilula entre 2000 y 2020    |
|                                                                   |
| Fuente: Instituto Nacional de Estadística Geografía e Informática |

En el año 2010 estaba clasificada como una localidad de grado alto de vulnerabilidad social.
La población de Tapilula está mayoritariamente alfabetizada (6.01% de personas analfabetas al año 2020) con un grado de escolarización en torno de los 9 años. El 12.36% de la población es indígena.